# Chaerilus thai
Espèce
Chaerilus thai est une espèce de scorpions de la famille des Chaerilidae.

## Distribution
Cette espèce est endémique de la province de Narathiwat en Thaïlande. Elle se rencontre vers Waeng.

## Description
La femelle holotype mesure 15,8 mm.

## Étymologie
Son nom d'espèce lui a été donné en référence au lieu de sa découverte, la Thaïlande.

## Publication originale
- Lourenco, Sun & Zhu, 2010 : A new species of Chaerilus Simon, 1877 (Scorpiones, Chaerilidae) from Thailand. The Raffles Bulletin of Zoology, vol. 58, no 1, p. 79-85.